# Квант магнитного потока
| CODATA значения | CODATA значения        | Единицы |
| --------------- | ---------------------- | ------- |
| Φ0              | 2.067833 848 … × 10−15 | Вб      |
| KJ              | 483597,8484… × 109     | Гц/В    |
| KJ-90           | 483597,9 × 109         | Гц/В    |

Квант магнитного потока — макроскопическое квантовое явление, состоящее в том, что магнитный поток через кольцо из сверхпроводника с током может принимать только дискретные значения с минимальным значением Φ0 = h/(2e) ≈ 2.067833 848 … × 10−15 Вб, которое представляет собой комбинацию фундаментальных физических констант: постоянной Планка h и элементарного электрического заряда e. Следовательно, его значение одинаково для любого сверхпроводника. Явление квантования потока было открыто экспериментально Б. С. Дивером и У. М. Фэрбэнком и независимо Р. Доллом и М. Небауэром в 1961 году. Квантование магнитного потока тесно связано с эффектом Литтла — Паркса, но было предсказано ранее Фрицем Лондоном в 1948 году с использованием феноменологической модели.
Обратная величина кванта потока, 1/Φ0, называется постоянной Джозефсона и обозначается KJ. Это константа пропорциональности измеримая в эффекте Джозефсона, связывающая разность потенциалов на переходе Джозефсона с частотой облучения. Эффект Джозефсона очень широко используется для создания стандарта для высокоточных измерений разности потенциалов, которые (с 1990 по 2019 год) были связаны с фиксированным, условным значением постоянной Джозефсона, обозначаемой KJ-90. С переопределением основных единиц СИ в 2019 году постоянная Джозефсона имеет точное значение KJ = 483 597,84841698 ГГц⋅В−1, которое заменило общепринятое значение KJ-90.

## Введение
В следующих физических уравнениях используются единицы СИ. В единицах СГС появится коэффициент c (скорость света).
В классической электродинамике магнитный поток, обозначаемый символом Φ, пронизывающий некоторый контур или петлю, определяется как магнитное поле B, умноженное на площадь петли S, то есть Φ = B ⋅ S. Вектора B и S могут быть произвольными, как и Φ. Однако, для сверхпроводящей петлей или отверстия в объёмном сверхпроводнике, магнитный поток, пронизывающий такую дыру/петлю, квантуется.
Сверхпроводящие свойства в каждой точке сверхпроводника описываются комплексной квантово-механической волновой функцией Ψ(r,t) — сверхпроводящим параметром порядка. Как и любую комплексную функцию, Ψ можно записать в виде Ψ = Ψ0eiθ, где Ψ0 — амплитуда, а θ — фаза. Изменение фазы θ на 2πn не изменит Ψ и, соответственно, не изменит никаких физических свойств. Однако в сверхпроводнике с нетривиальной топологией, например сверхпроводнике с дыркой или сверхпроводящей петле/цилиндре, фаза θ может непрерывно изменяться от некоторого значения θ0 до значения θ0 + 2πn по мере обхода дырки/петли и приходит к одному и тому же исходному значению. Если это так, то в дырке/петле захвачено n квантов магнитного потока, как показано ниже:
При минимальном взаимодействии ток вероятности куперовских пар в сверхпроводнике равен
{\displaystyle \mathbf {J} ={\frac {1}{2m}}\left[\left(\Psi ^{*}(-i\hbar \nabla )\Psi -\Psi (-i\hbar \nabla )\Psi ^{*}\right)-2q\mathbf {A} |\Psi |^{2}\right]\,.}
Здесь волновая функция представляет собой параметр порядка Гинзбурга — Ландау
{\displaystyle \Psi (\mathbf {r} )={\sqrt {\rho (\mathbf {r} )}}\,e^{i\theta (\mathbf {r} )}\,.}
Подставив в выражение тока вероятности, получим
{\displaystyle \mathbf {J} ={\frac {\hbar }{m}}\left(\nabla {\theta }-{\frac {q}{\hbar }}\mathbf {A} \right)\rho \,.}
В то время как внутри объёма сверхпроводника плотность тока J равна нулю. Поэтому
{\displaystyle \nabla {\theta }={\frac {q}{\hbar }}\mathbf {A} \,.}
Интегрирование вокруг отверстия/петли с использованием теоремы Стокса и {\displaystyle \nabla \times \mathbf {A} =B} даёт
{\displaystyle \Phi _{B}=\oint \mathbf {A} \cdot d\mathbf {l} ={\frac {\hbar }{q}}\oint \nabla {\theta }\cdot d\mathbf {l} \,.}
Отсюда, поскольку параметр порядка должен иметь то же значение, когда интеграл возвращается в ту же точку
{\displaystyle \Phi _{B}={\frac {\hbar }{q}}2\pi ={\frac {h}{2e}}\,.}
Из-за эффекта Мейснера магнитная индукция B внутри сверхпроводника равна нулю. Точнее, магнитное поле H проникает в сверхпроводник на небольшое расстояние, называемое лондоновской глубиной проникновения магнитного поля (обозначается λL и обычно составляет ≈ 100 nm). Экранирующие токи также протекают в этом λL-слое вблизи поверхности, создавая намагниченность M внутри сверхпроводника, которая полностью компенсирует приложенное внешнее поле H, в результате чего B = 0 внутри сверхпроводника.
Магнитный поток, вмороженный в петлю/дырку (плюс её λL-слой), всегда будет квантоваться. Однако величина кванта потока равна Φ0 только тогда, когда путь/траекторию вокруг описанной выше дырки можно выбрать так, чтобы она лежала в сверхпроводящей области без экранирующих токов, то есть на расстоянии нескольких λL от поверхности. Существуют геометрии, где это условие не может быть выполнено, например, петля из очень тонкой (≤ λL) сверхпроводящей проволоки или цилиндр с такой же толщиной стенок. В последнем случае поток имеет значение, отличное от Φ0.
Квантование потока является ключевой идеей лежащей в основе физики СКВИДа, который является одним из самых чувствительных доступных магнитометров.
Квантование потока также играет важную роль в физике сверхпроводников II рода. Когда такой сверхпроводник (теперь уже без дырок) помещают в магнитное поле с напряжённостью между первым критическим полем Hc1 и вторым критическим полем Hc2, поле частично проникает в сверхпроводник в виде абрикосовских вихрей. Вихрь Абрикосова состоит из нормального ядра — цилиндра нормальной (несверхпроводящей) фазы диаметром порядка ξ сверхпроводящей длины когерентности. Нормальная сердцевина играет роль дырки в сверхпроводящей фазе. Силовые линии магнитного поля проходят вдоль этого нормального сердечника через весь образец. Экранирующие токи циркулируют в λL-окрестности сердечника и экранируют остальную часть сверхпроводника от магнитного поля в сердечнике. Всего каждый такой абрикосовский вихрь несёт один квант магнитного потока Φ0.

## Измерение магнитного потока

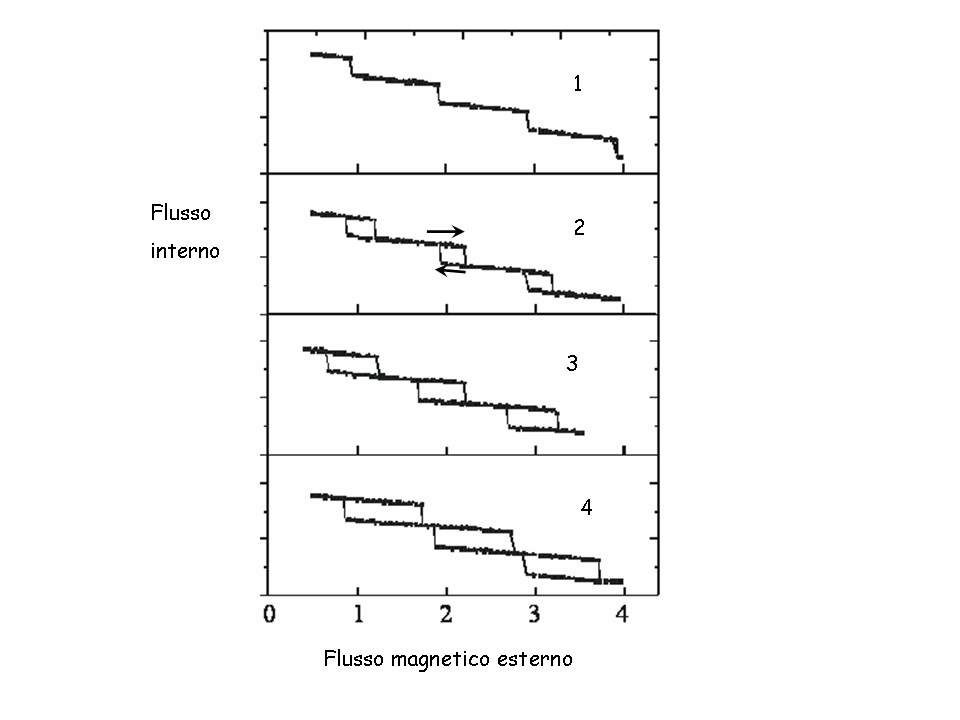
На рисунке показано, как квантование потока измеряется простым способом для сверхпроводящих петель с одинаковой индуктивностью, но с различными случаями критического тока от 1 до 4.

До переопределения основных единиц СИ в 2019 году квант магнитного потока измерялся с большой точностью с использованием эффекта Джозефсона. В сочетании с измерением постоянной фон Клитцинга RK = h/e2 это обеспечило наиболее точные значения постоянной Планка h, полученные до 2019 года. Это может противоречить интуиции, поскольку h обычно связано с поведением микроскопически малых систем, тогда как квантование магнитного потока в сверхпроводнике и квантовый эффект Холла связаны с термодинамически большим числом частиц.
В результате переопределения основных единиц СИ в 2019 году постоянная Планка h имеет фиксированное значение {\displaystyle h=} 6,626 07015 × 10−34 Дж ⋅ Гц−1,который вместе с определениями секунды и метра даёт официальное определение килограмма. Кроме того, элементарный заряд также имеет фиксированное значение e = 1,602 176 634⋅10−19 Кл для определения ампера. Следовательно, и постоянная Джозефсона KJ = (2e)/h, и постоянная фон Клитцинга RK = h/e2 имеют фиксированные значения, и эффект Джозефсона наряду с квантовым эффектом Холла становятся первичным практическим применением для определения ампера и других электрических единиц в СИ.